# Nick Vallelonga
Nick Vallelonga (* 13. September 1959 in New York) ist ein US-amerikanischer Regisseur, Drehbuchautor, Filmproduzent und Filmschauspieler.

## Leben und Karriere
Nick Vallelonga wurde 1959 als Sohn des durch die HBO-Serie The Sopranos in der Rolle des Gangsterboss Carmine Lupertazzi bekanntgewordenen Schauspielers Tony Lip geboren. Seinen ersten Filmauftritt hatte Vallelonga in der Hochzeitsszene in Der Pate. Später studierte er Schauspielerei in New York, wo unter anderem Tom Brennan, William Hickey und Julie Bovasso zu seinen Lehrern gehörten. Als Drehbuchautor trat er erstmals für Deadfall in Erscheinung, das er gemeinsam mit Christopher Coppola, dem Regisseur des Films schrieb. Es folgten Arbeiten als Drehbuchautor und Regisseur von Independent-Filmen wie A Brilliant Disguise und Eine tödliche Blondine. In dem Film In the Kingdom of the Blind, the Man with One Eye Is King stand er gemeinsam mit seinem Vater vor der Kamera und führte zudem Regie und schrieb das Drehbuch.
Nach den Anschlägen vom 11. September 2001 schrieb und nahm Vallelonga mit New York City Christmas eine Weihnachts-CD auf, die den Polizisten und Feuerwehrleuten von New York City gewidmet war. Später produzierte er den Kriminalfilm Machine von Michael Lazar  mit Neal McDonough, Michael Madsen, James Russo und ihm selbst in den Hauptrollen. 2006 folgte A Modern Twain Story: The Prince and the Pauper mit Cole und Dylan Sprouse, Vincent Spano, Sally Kellerman und Ed Lauter. 2007 folgte die Produktion und Regie des Kriminalfilms Stiletto. Nach Auftritten als Schauspieler in Fernsehserien wie New Girl und Filmen wie Jersey Shore Shark Attack produzierte er 2016 den Film Chocolate City, danach I Am Wrath mit John Travolta und Christopher Meloni in den Hauptrollen. Für Syfy produzierte Vallelonga Pandora's Box und die Pilotfolge von Jaded. 2017 führte er bei dem Fernsehfilm Unorganized Crime Regie. 
Bei dem Film Green Book – Eine besondere Freundschaft von Peter Farrelly fungierte er als Produzent und Drehbuchautor. Der Film erzählt die wahre Geschichte von Vallelongas Vater Tony Lip, der Anfang der 1960er Jahre den Pianisten Don Shirley während einer Tournee durch den Süden der USA chauffierte. Im Film wird sein Vater von Viggo Mortensen gespielt. Vallelongas Bruder Frank übernahm im Film die Rolle von Tony Lips Bruder Rudy, der echte Rudy Vallelonga spielt hingegen Tonys Vater Nicola. Nick Vallelonga selbst ist in einer kleinen Rolle zu sehen und spielt Augie. Der Film wurde vom National Board of Review zum Sieger des Jahres 2018 bestimmt.

## Filmografie
- 1993: Deadfall
- 1993: Psycho Cop II (Psycho Cop Returns)
- 1997: Eine tödliche Blondine (The Corporate Ladder, auch Regie und Drehbuch)
- 2000: Coyote Ugly
- 2006: All In – Pokerface (All In)
- 2008: Stiletto (Regie)
- 2011: Yellow Rock (Regie)
- 2017: Final Storm – Der Untergang der Welt (Doomsday Device) (Fernsehfilm, Produktion und Schauspiel)
- 2018: Unorganized Crime (Fernsehfilm, Regie)
- 2018: Green Book – Eine besondere Freundschaft (auch Drehbuch und Produktion)
- 2020: Paydirt
- 2020: Kings of Hollywood (The Comeback Trail)
- 2021: Vanquish
- 2021: The Birthday Cake

## Auszeichnungen (Auswahl)
British Academy Film Award
- 2019: Nominierung für das Beste Originaldrehbuch (Green Book – Eine besondere Freundschaft)

Golden Globe Awards
- 2019: Auszeichnung für das Beste Drehbuch (Green Book – Eine besondere Freundschaft)

Oscar
- 2019: Auszeichnung als Bester Film (Green Book – Eine besondere Freundschaft, mit Jim Burke, Brian Hayes Currie, Peter Farrelly und Charles B. Wessler)
- 2019: Auszeichnung für das Beste Drehbuch (Green Book – Eine besondere Freundschaft)

Producers Guild of America Award
- 2019: Auszeichnung als Bester Film (Green Book – Eine besondere Freundschaft)[6]

Writers Guild of America Award
- 2019: Nominierung für das Beste Originaldrehbuch (Green Book – Eine besondere Freundschaft)[7]